# Autodesk
Az Autodesk a világ vezető cége a 2D-s és 3D-s tervezőszoftverek terén. Autodesk programokat használtak az Avatar filmhez, és az IKEA bútortervezésben is.
Az Autodesk, Inc. egy amerikai multinacionális szoftvervállalat, ami szoftvereket készit az építészeti, mérnöki, építő- és szórakoztatóiparnak, illetve a médiának is. Az Autodesk székhelye San Rafael, Kalifornia, és ügyfelei munkájának galériájával rendelkezik San Franciscói épületében. A cégnek irodái vannak világszerte. Az Egyesült Államokon belül Észak-Kaliforniában, Oregonban, Coloradóban, Texasban, New England-ben, New Hampshire-ben és Massachusetts-ben vannak irodái. Kanadán belül Ontarióban, Quebec-ben és Albertában vannak irodái. A cég 1982-ben alakult John Walker által; John Walker az AutoCAD első változatának társszerzője is. A cég zászlóshajója a számítógéppel segített tervezés (CAD). Az AutoCAD Revit szoftvert elsősorban az építészek, mérnökök használják, hogy tervezni tudjanak, vázlat, és hogy modellezzenek épületeket és egyéb építményeket. Az Autodesk szoftvert számos területen használják, a One World Trade Center  és a Tesla elektromos autók között. Az Autodesk az AutoCAD által vált a legismertebbé, de most alakul széleskörű szoftver tervezésre, mérnökségre, és szórakoztatásra, valamint egy sor szoftver a fogyasztók számára, beleértve a vázlatfüzetet. A vállalaton belül oktatói verzióik is elérhetőek a képzett diákok és oktatók számára az Autodesk Oktatási Közösségen keresztül, valamint a támogatható nonprofit szervezetek számára a TechSoup Global segítségével. Az Autodesk digitális prototípus-készítő szoftverét, beleértve az Autodesk Inventorot, a Fusion 360-at és az Autodesk Product Design Suite-t, a gyártási iparágban használják fel a valós idejű teljesítmény megjelenítésére, szimulálására és elemzésére digitális modellekkel a tervezési folyamat során. A vállalat Revit építési információs modellezési szoftvercsaládját úgy tervezték, hogy a felhasználók az épület megtervezése, felépítése és kezelése előtt gyakorlatilag megismerkedjenek. Az Autodesk Média és Szórakoztató szekciója vizuális effektusokat, színminősítést és szerkesztést, valamint animációt, játékfejlesztést és látványtervezést is létrehoz.  A 3ds Max és a Maya egyaránt 3D-s animációs szoftverek, amelyeket a film vizuális hatásaiban és a játékfejlesztésben használnak.

## Termékek

### Platformok
A Platform Solutions and Emerging Business (PSEB) részleg fejleszti és kezeli a legtöbb Autodesk kínálat termékalapját több piacon, beleértve az Autodesk kiemelt termékét, az AutoCAD-et, az AutoCAD LT, az AutoCAD for Mac-et és az AutoCAD mobilalkalmazást (korábban AutoCAD 360). Az Autodesk Suites, az Subscription és a Web Services, amely magában foglalja az Autodesk Cloud-ot, az Autodesk Labs-ot és a Global Engineering-t is, a PSEB része. A csúcskategóriás üzleti szoftverek gyártója számára szokatlan lépésnek tekintett Autodesk az Apple Mac App Store segítségével kezdte kínálni az AutoCAD LT 2012 for Mac szoftvert. [8] Szintén a PSEB része az Autodesk Consumer Product Group, amelyet 2010 novemberében hoztak létre, hogy felkeltse az érdeklődést a 3-D tervezés iránt, és „elősegítse a kifinomult szoftverekre éhes tervezők új hullámát”. A csoport termékei közé tartozik a SketchBook. A felhasználók gyermekektől, diákoktól és művészektől kezdve készítőkig és barkácsokig terjednek.

#### Képzés és képesítés
Az Autodesk két kategóriában kínál tanúsítványokat: Autodesk Certified User és Advanced Certified Professional. Autodesk Certified User - Ellenőrzi a kulcsszintű Autodesk termékek belépő szintű készségeit. Olyan hallgatóknak és oktatóknak készült, akik bizonyítani akarják az alapismereteket. Önálló tanulmányokhoz vagy intézményi integrációhoz kínált tanterv, tanfolyamok és vizsgák. Advanced Certified Professional - Érvényesíti a fejlettebb készségeket, beleértve az összetett munkafolyamatot és a tervezési kihívásokat. Olyan hallgatók számára készült, akik versenyelőnyre vágynak egy adott termékterületen

### Építészet, mérnöki munka és építés
Az Architecture, Engineering and Construction (AEC) ipari csoport központja Bostonban, Massachusetts-ben található, az Autodesk szoftver segítségével tervezett és épített LEED Platinum épületben [11]. Az Autodesk építészeti, mérnöki és építési megoldásai között szerepel az AutoCAD és a Revit, amelyek kiemelt termékeik a relációs épületinformációs modellezéshez. Az AEC részleg az építőipar számára fejleszt és kezel szoftvereket, köztük a BIM 360, az Advance Steel és a NavisWorks (megvásárolt 2007) termékeszközöket; az infrastruktúra-ipar, beleértve a Civil 3D-t, és az InfraWorks; és az európai parlamenti képviselők, köztük a Fabrication CADmep. Az Autodesk Services Marketplace ajánlat segít ügyfeleinek kiképezni csapatukat az AEC

## Média és előadók
Az Autodesk Media és Entertainment termékeket digitális média létrehozására, kezelésére és kézbesítésére tervezték, a film- és televíziós vizuális effektusoktól, a színosztályozástól és a szerkesztéstől az animációig, játékfejlesztésig és dizájnmegjelenítésig. Az Autodesk Media and Entertainment divíziója a quebeci Montrealban található. 1999-ben hozták létre, miután az Autodesk, Inc. felvásárolta a Discreet Logic Inc. vállalatot, és egyesítette tevékenységét a Kinetix-szel. 2006 januárjában az Autodesk felvásárolta az Alias-t, a 3D grafikai technológia fejlesztőjét. 2008 októberében az Autodesk megvásárolta a Softimage márkát az Avid-től. [20] A Media and Entertainment Division fő termékkínálata a Flame, valamint a Media & Entertainment Collection, amelyek magukban foglalják a Maya, a 3ds Max, az Arnold, a MotionBuilder, a Mudbox és a ReCap Pro termékeket. Az Avatar vizuális effektjeinek nagy részét az Autodesk média és szórakoztató szoftverek készítették. Az Autodesk szoftver lehetővé tette James Cameron, az Avatar rendezőjének, hogy kamerával irányítsa a stúdióban mozgásrögzítő öltönyt viselő színészeket, és a film Pandora kitalált világának szereplőiként tekintse őket. [21] Az Autodesk szoftver szerepet játszott az Alice Csodaországban, Benjamin Button kíváncsi esete, Harry Potter és a halál ereklyéi 1. rész, kezdet, Iron Man 2, King Kong, Gladiator, Titanic és más filmek vizuális effektjeiben is. ] A Walt Disney Animation Studios az Autodesk Mayát is felhasználja a karakterek kötélzetére és animációira, amelyeket olyan filmekben használnak, mint a Frozen
- AutoCAD
- AutoCAD Architecture
- AutoCAD Civil 3D
- AutoCAD LT
- AutoCAD Map 3D
- 3ds Max
- Infrastructure Map Server
- Pixlr(wd)
- Inventor
- Revit
- Maya
- Maya LT
- MotionBuilder
- Mudbox